# Alsónemesapáti
Alsónemesapáti es un pueblo ubicado en el condado de Zala, Hungría.

## Superficie
Posee una superficie de 14,51 kilómetros cuadrados.

## Demografía
Hasta 2021 la 660 población era de habitantes, con una densidad de población de 45 habitantes por kilómetro cuadrado. En 2011 el 79,6% de la población estaba conformada por húngaros y la religión predominante era el catolicismo.